# Jaskinia Korytarzowa
Jaskinia Korytarzowa (Jaskinia Grzybkowa) – jaskinia w Dolinie Kasprowej w Tatrach Zachodnich. Wejście do niej znajduje się w ścianie Zawraciku Kasprowego, powyżej Jaskini pod Szczytem, na wysokości 1439 m n.p.m. Jaskinia jest pozioma, a jej długość wynosi 18 metrów.

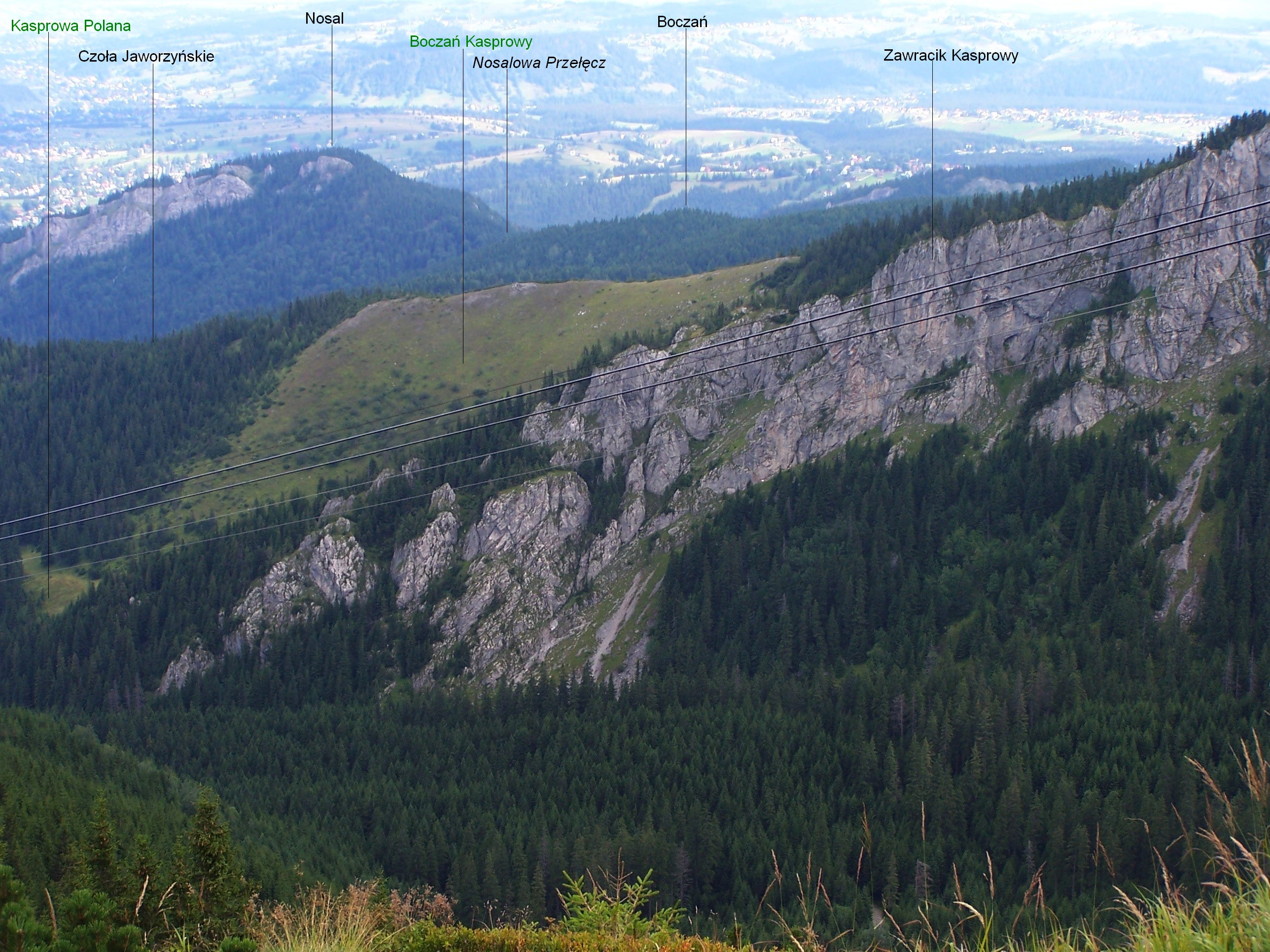
Na prawo ściana Zawraciku Kasprowego

## Opis jaskini
Jaskinię stanowi poziomy korytarz zaczynający się w dużym otworze wejściowym, a kończący namuliskiem. Jedyna boczna odnoga odchodzi z głównego korytarza 3 metry za otworem. Jest to krótki korytarzyk w kształcie rury i studzienka prowadząca z powrotem do głównego korytarza.

## Przyroda
W jaskini można spotkać ładne nacieki grzybkowe, mleko wapienne oraz drobne stalaktyty.
Ściany są mokre. W korytarzu przy otworze rosną mchy i porosty.
Jaskinię zamieszkują nietoperze.

## Historia odkryć
Jaskinia była prawdopodobnie znana od dawna. Pierwszy jej plan i opis sporządziła 20 lipca 1979 roku I. Luty przy współpracy L. Młynarskiego.